# 環境保衛等訴殼牌公司案
環境保衛等訴殼牌公司案是在2021年時，由荷蘭海牙地方法院針對跨國公司削減二氧化碳排放量進行審理裁決的案件。該案件是由環境保衛、綠色和平以及其他大量原告等共同提出的環保行動，要求荷蘭殼牌公司有義務在未來降低二氧化碳排放量。2021年5月26日，海牙地方法院下令殼牌公司必須在2030年時，將其全球碳排放量從2019年的水平減少45%。它被認為是第一個針對公司的重大氣候變化訴訟裁決。